# Hamburg Hauptbahnhof
Hamburg főpályaudvar (németül Hamburg Hauptbahnhof) egyike Németország legnagyobb vasúti pályaudvarainak. Naponta több mint 450 000 utas fordul meg itt, ezzel az ország legforgalmasabb pályaudvara. Az állomás 20 vágányos, ebből négy S-Bahn és nyolc U-Bahn vágány. Naponta 1702 vonat indul innen Németország különböző részeibe, továbbá Európa nagyvárosaiba. Az állomás 1906. december 6-án nyílt meg. A német vasútállomáskategória első osztályába tartozik, ebben a kategóriában 20 német főpályaudvar található, jellemzően a legnagyobbak és legfontosabbak.

## Járatok

### S-Bahn
| Járat                  | Útvonal |
| ---------------------- | --- |
| S 1                    | Wedel – Rissen – Sülldorf – Iserbrook – Blankenese – Hochkamp – Klein Flottbek – Othmarschen – Bahrenfeld – Ottensen – Altona – Königstraße – Reeperbahn – Landungsbrücken – Stadthausbrücke – Jungfernstieg – Hauptbahnhof – Berliner Tor – Landwehr – Hasselbrook – Wandsbeker Chaussee – Friedrichsberg – Barmbek – Alte Wöhr (Stadtpark) – Rübenkamp – Ohlsdorf – (Abzweig zum Flughafen) – Kornweg (Klein Borstel) – Hoheneichen – Wellingsbüttel – Poppenbüttel \ Streckenast Flughafen – Hamburg Airport (Flughafen) |
| verweis=S-Bahn Hamburg | Altona – Holstenstraße – Sternschanze – Dammtor – Hauptbahnhof – Berliner Tor – Rothenburgsort – Tiefstack – Billwerder-Moorfleet – Mittlerer Landweg – Allermöhe – Nettelnburg – Bergedorf – Reinbek – Wohltorf – Aumühle |
| S 3                    | Pinneberg – Thesdorf – Halstenbek – Krupunder – Elbgaustraße – Eidelstedt – Stellingen (Arenen) – Langenfelde – Diebsteich – Altona – Königstraße – Reeperbahn – Landungsbrücken – Stadthausbrücke – Jungfernstieg – Hauptbahnhof – Hammerbrook (City Süd) – Elbbrücken – Veddel (BallinStadt) – Wilhelmsburg – Harburg – Harburg Rathaus – Heimfeld (TU Hamburg) – Neuwiedenthal – Neugraben |
| S 5                    | Elbgaustraße – Eidelstedt – Stellingen (Arenen) – Langenfelde – Diebsteich – Holstenstraße – Sternschanze – Dammtor – Hauptbahnhof \ Hauptstrecke – Hammerbrook (City Süd) – Elbbrücken – Veddel (BallinStadt) – Wilhelmsburg – Harburg – Harburg Rathaus – Heimfeld (TU Hamburg) – Neuwiedenthal – Neugraben – Fischbek – Neu Wulmstorf – Buxtehude – Neukloster – Horneburg – Dollern – Agathenburg – Stade / in Tagesrandzeiten – Berliner Tor                                                                           |

### Távolsági járatok
| Járat    | Útvonal | Járatsűrűség         | Vasúti jármű                       | Üzemeltető                   |
| -------- | --- | -------------------- | ---------------------------------- | ---------------------------- |
| ICE 11   | Hamburg-Altona – Hamburg Hbf – Berlin – Leipzig – Erfurt – Frankfurt – Stuttgart – München | bizonyos vonatok     | ICE 4                              | DB Fernverkehr               |
| ICE 11   | Hamburg-Altona – Hamburg Hbf – Hannover – Frankfurt – Stuttgart – München | einzelne Züge nachts | ICE 4                              | DB Fernverkehr               |
| ICE 18   | Hamburg-Altona – Hamburg Hbf – Berlin – Halle – Erfurt – Nürnberg – Ingolstadt/Augsburg – München | 120 percenként       | ICE 1, ICE 4                       | DB Fernverkehr               |
| ICE 20   | (Kiel –) Hamburg Hbf – Hannover – Kassel-Wilhelmshöhe – Frankfurt – Mannheim – Karlsruhe – Freiburg – Basel – Zürich (– Chur) | 120 percenként       | ICE 4                              | DB Fernverkehr               |
| ICE 22   | (Kiel –) Hamburg Hbf – Hannover – Kassel-Wilhelmshöhe – Frankfurt – Frankfurt Flughafen – Mannheim – (Heidelberg –) Stuttgart | 120 percenként       | ICE 4                              | DB Fernverkehr               |
| ICE 25   | (Lübeck –) Hamburg Hbf – Hannover – Kassel-Wilhelmshöhe – Fulda – Würzburg – Nürnberg – Ingolstadt – München (– Garmisch-Partenkirchen)                                                                                             | 120 percenként       | ICE 2                              | DB Fernverkehr               |
| ICE 26   | (Binz / Greifswald –) Stralsund – Rostock – Schwerin – Hamburg Hbf – Hannover – Kassel-Wilhelmshöhe – Gießen – Frankfurt – Heidelberg – Karlsruhe                                                                                   | 120 percenként       | ICE 1 LDV, ICE T                   | DB Fernverkehr               |
| IC(E) 27 | (Westerland /Flensburg –) Hamburg Hbf – Berlin (–Dresden) | bizonyos vonatok     | IC 1, ICE 1, ICE T                 | DB Fernverkehr               |
| EC 27    | Hamburg-Altona – Hamburg Hbf – Berlin – Dresden – Praha (– Brno — Budapest) | 120 percenként       | Siemens Vectron MS + személykocsik | DB Fernverkehr / České dráhy |
| ICE 28   | Hamburg-Altona – Hamburg Hbf – Berlin – Leipzig – Erfurt – Nürnberg – München | 120 min              | ICE 4                              | DB Fernverkehr               |
| ICE 42   | Hamburg-Altona – Hamburg Hbf – Bremen – Münster – Dortmund – Köln – Stuttgart – München | 120 percenként       | ICE 4                              | DB Fernverkehr               |
| ICE 43   | Hamburg-Altona – Hamburg Hbf – Bremen – Münster – Dortmund – Köln – Frankfurt (M) Flughafen Fernbf – Mannheim – Basel | 120 percenként       | ICE 4                              | DB Fernverkehr               |
| IC 43    | Ostseebad Binz – Stralsund – Hamburg Hbf – Bremen – Münster – Essen – Düsseldorf – Köln | egy vonatpár         | IC 1                               | DB Fernverkehr               |
| EC 43    | Hamburg-Altona – Hamburg Hbf – Bremen – Osnabrück – Münster – Dortmund – Bochum – Essen – Duisburg – Düsseldorf – Köln – Bonn – Koblenz – Mainz – Mannheim – Karlsruhe – Baden-Baden – Freiburg – Basel – Zürich – / Interlaken Ost | bizonyos vonatok     | DB 101 + személykocsik             | DB Fernverkehr               |
| EC 75    | Hamburg Hbf – Padborg – Kopenhagen | bizonyos vonatok     | DSB MF                             | DB Fernverkehr / DSB         |
| IC 76    | Aarhus – Flensburg – Neumünster – Hamburg Hbf | bizonyos vonatok     | DSB MF                             | DB Fernverkehr / DSB         |
| ICE 91   | Hamburg-Altona – Hamburg Hbf – Hannover – Kassel-Wilhelmshöhe – Fulda – Würzburg – Nürnberg – Regensburg – Plattling – Passau – Linz – St. Pölten – Wien                                                                            | egy vonatpár         | ICE T                              | DB Fernverkehr               |
| FLX 20   | Hamburg Hbf – Hamburg-Harburg – Bremen – Osnabrück – Münster – Gelsenkirchen – Essen – Duisburg – Düsseldorf – Köln | 2–3 vonatpár         | mozdony + kocsik                   | Flixtrain                    |
| FLX 35   | (Kiel –) Hamburg Hbf (– Salzwedel – Stendal) – Berlin (– Leipzig) | 1–4 vonatpár         | mozdony + kocsik                   | Flixtrain                    |

Az éjszakai vonatok 2016 decembere óta ÖBB Nightjet néven közlekednek (2017-ig EuroNight néven). A korábbi City Night Line járatokat ezzel egy időben megszüntették.
| Vonatnem | Útvonal | Megjegyzés                                                                       | Üzemeltető           |
| -------- | --- | -------------------------------------------------------------------------------- | -------------------- |
| NJ       | ÖBB Nightjet Hamburg-Altona – Hamburg Hbf – Hannover – Göttingen – Würzburg – Nürnberg – Regensburg – Passau – Wels – Linz – St. Pölten – Wien                                                                            | 1 vonatpár naponta                                                               | ÖBB-Personenverkehr  |
| NJ       | ÖBB Nightjet Hamburg-Altona – Hamburg Hbf – Hannover – Göttingen – Würzburg – Nürnberg – Augsburg – München – Rosenheim – Kufstein – Wörgl – Jenbach – Innsbruck                                                          | 1 vonatpár naponta                                                               | ÖBB-Personenverkehr  |
| NJ       | ÖBB Nightjet Hamburg-Altona – Hamburg Hbf – (ab dem 15. Dezember 2019 – Bremen) (Hannover – Göttingen –) Frankfurt – Mannheim – Freiburg – Basel – Zürich                                                                 | 1 vonatpár naponta                                                               | ÖBB-Personenverkehr  |
| BTE      | BTE FlixTrain/ AutoReiseZug Hamburg-Altona – Hamburg Hbf – Hannover Hbf – Freiburg (Breisgau) – Lörrach | saisonal einzelne Zugpaare FilxTrain-Angebot bis auf weiteres eingestellt        | Bahntouristikexpress |
| UEX      | Urlaubs-Express Hamburg-Altona – Hamburg Hbf – Hannover – München – Salzburg – Bad Gastein – Villach | szezonálisan egyes vonatpárok naponta                                            | Train4You            |
| UEX      | Urlaubs-Express Hamburg-Altona – Hamburg Hbf – Hannover – München – Wörgl – Innsbruck | szezonálisan egyes vonatpárok naponta                                            | Train4You            |
| UEX      | Urlaubs-Express Hamburg-Altona – Hamburg Hbf – Hannover – Göttingen – Würzburg – Augsburg – München (– Wörgl – Innsbruck – Ötztal – St Anton am Arlberg)                                                                  | szezonálisan egyes vonatpárok naponta wird im Winter von/bis St Anton verlängert | Train4You            |
| UEX      | Urlaubs-Express Hamburg-Altona – Hamburg Hbf – Hannover – München – Wörgl – Innsbruck – Bozen/Bolzano – Verona | szezonálisan egyes vonatpárok naponta fährt 2020 nur bis Innsbruck               | Train4You            |
| ASN      | ALPEN-SYLT-Nachtexpress Westerland (Sylt) – Husum – Hamburg-Altona – Hamburg Hbf – Frankfurt (Main) – Würzburg – Nürnberg – Augsburg – München – Salzburg/ – Ludwigsburg – Böblingen – Rottweil – Singen (Htw) – Konstanz | saisonal zwei Zugpaare wöchentlich                                               | RDC                  |

## Vasútvonalak
- Berlin–Hamburg nagysebességű vasútvonal
- Hannover–Hamburg nagysebességű vasútvonal
- Wanne-Eickel–Hamburg-vasútvonal (tovább Bréma és a Ruhr-vidék felé)
- Lower Elbe-vasútvonal
- Lübeck–Hamburg-vasútvonal
- Hamburg-Altona link line (Kapcsolódva a Hamburg-Altona–Kiel vasútvonalhoz)